# 女子世界壁球員協會
女子世界壁球員協會（Women's Squash Association，簡稱 WSA）是為女性職業壁球運動員成立的國際組織。協會於1983年在英國成立，總部設於英格蘭倫敦，目的為團結世界各地的職業女子壁球選手和增加她們參加比賽的機會。協會亦負責舉行職業女子壁球巡迴賽（professional tour）及發佈女子壁球員的世界排名。

## 外部連結
- [www.wsaworldtour.com PSA官方網站] （英文）
- 香港壁球總會 世界壁球行政機構簡介